# نبردهای لکسینگتون و کنکورد
نبردهای لکسینگتون و کنکورد (به انگلیسی: Battles of Lexington and Concord) اولین درگیری‌های نظامی در جنگ استقلال آمریکا بودند که در ۱۹ آوریل ۱۷۷۵ در شهرستان میدلسکس، استان خلیج ماساچوست، در شهرهای لکسینگتون، کنکورد، لینکلن، منوتومی (امروزه آرلینگتون) و کمبریج در نزدیکی بوستون رخ دادند. این نبردها نشانگر بروز جنگ بین پادشاهی بریتانیای کبیر و سیزده مستعمره‌اش در سرزمین اصلی آمریکای شمالی بریتانیا بودند.
تقریباً ۷۰۰ سرباز بریتانیایی، تحت فرماندهی سرهنگ دوم فرانسیس اسمیت، مخفیانه دستور یافتند که تدارکات نظامی شبه‌نظامیان ماساچوست که در کنکورد نگه‌داری می‌شد را تسخیر و تخریب کنند. میهن‌دوستان چندین هفته پیش از اعزام سربازان از طریق جاسوسانشان دریافته بودند که تدارکات نظامیشان در خطر است و از این رو اکثر آن‌ها را به مکان‌های دیگری منتقل کرده بودند. آن‌ها همچنین در شب قبل از وقوع نبردها از جزئیات طرح‌های بریتانیا اطلاع یافتند و توانستند به سرعت شبه‌نظامیان محلی را از تحرکات دشمن باخبر گردانند.
اولین تیراندازی‌ها درست به هنگام طلوع خورشید در لکسینگتون انجام گرفت. تعداد شبه‌نظامیان بسیار کمتر از شمار سربازان بریتانیا بود و از این رو مجبور به عقب‌نشینی شدند. سربازان بریتانیا به سوی کنکورد پیش‌روی کردند و به جستجوی انبار تدارکات پرداختند. در نورث بریج در کنکورد، در حدود ۵۰۰ شبه‌نظامی با سه گروهان بریتانیایی درگیر شدند و آنان را شکست دادند. سربازان بریتانیایی با وجود برتری از نظر تعداد پس از یک جنگ صف‌آرایی در زمین باز عقب نشستند.
به زودی شبه‌نظامیان بیشتری از راه رسیدند و خسارات و تلفات سنگینی بر گروه اعزامی بریتانیایی که در حال بازگشت به بوستون بود وارد کردند. در راه بازگشت به لکسینگتون، نیروهای کمکی به فرماندهی سپهبد هیو پرسی به کمک گروه تحت فرماندهی اسمیت آمدند و باعث تجدید قوا و نجات آن‌ها شدند. نیروهای ترکیب‌شدهٔ بریتانیایی که اکنون شمارشان به ۱٬۷۰۰ سرباز می‌رسید، زیر آتشبار شدید به عقب‌نشینی تاکتیکی به سمت بوستون دست زدند و سرانجام به منطقهٔ امن چارلزتاون رسیدند. شبه‌نظامیان که پیوسته بر تعدادشان افزوده می‌شد باریکهٔ دسترسی به چارلزتاون و بوستون را مسدود کردند و بدین ترتیب محاصرهٔ بوستون آغاز شد.
رالف والدو امرسون در «سرودهٔ روحانی کنکورد»، اولین گلوله‌ای که توسط میهن‌دوستان در نورث بریج شلیک شد را «گلوله‌ای که در سرتاسر جهان شنیده شد» توصیف کرد.